# Spudaea castanea
Spudaea castanea là một loài bướm đêm trong họ Noctuidae.